# Alan la Zouche
Alan la Zouche (1205 – 10 agosto 1270) è stato un cavaliere medievale e nobile britannico, bretone, al servizio di Enrico III d'Inghilterra. Combatté, fedele ad Enrico III, nella Seconda guerra dei baroni.

## Origini
Era il figlio maggiore di Roger de la Zouche e Margaret Biset e nipote di Alain de Porhoet che prese il nome di Alan la Zouche, il primo della famiglia a stabilirsi in Inghilterra. 
Il primo Alan de la Zouche della famiglia ad essere giunto in Inghilterra, era un figlio minore di Goffredo, visconte di Porhoet in Bretagna; suo fratello maggiore, Eudes de Porhoet, fu per alcuni anni conte di Bretagna. Sotto Enrico II d'Inghilterra Alain de Porhoet, o Alan la Zouche, sposò Adeline de Belmais, unica erede della casa di Belmais, che portò in dote il castello di Tong nello Shropshire, Ashby (che in seguito sarà conosciuto col nome di Ashby-de-la-Zouch) in Leicestershire, North Molton nel Devonshire, e altre terre nel Cambridgeshire. Il loro figlio Roger la Zouche (1182-1238), ereditò a sua volta queste proprietà.  
Questa famiglia fu storicamente su posizioni lealiste, in quanto sia Alan che i figli William e Roger furono per tutte le loro vite fedeli sia a Enrico II che a Riccardo I e Giovanni.

## Biografia
Alan la Zouche nacque probabilmente nel 1205. Sposò Elena (?-1296), figlia di Roger de Quincy, da cui ebbe un figlio, Roger. Il 15 giugno 1242 Alan fu richiamato da Enrico III per servire in Guascogna, garantendo fanti e cavalieri. Servì a La Sauve in ottobre, a Bordeaux nella primavera del 1243 e a La Réole a novembre. Il 6 agosto 1250 la Zouche fu nominato giustiziere di Chester e di quattro provincie nel Galles settentrionale. Matteo Paris dichiara che ottenne le cariche offrendo una somma più alta del suo predecessore, John de Grey. La Zouche adottò politiche repressive in Galles, considerando i gallesi tutto meno che assoggettati alla corona d'Inghilterra, tanto autoritarie che il re mise in discussione il suo operato.
L'Irlanda era fra le terre che Enrico III aveva posto sotto il controllo di suo figlio Edoardo, suo futuro successore.  Nella primavera del 1256 la Zouch faceva parte del seguito di Edoardo e presto fu nominato giustiziere d'Irlanda (il mandato è registrato con la data 27 giugno 1256). Nel 1257 si trova ancora in Irlanda.
Nel 1264 scoppiò la Seconda guerra dei baroni e Alan rimase, come la sua famiglia prima di lui, fedele al monarca. Il 9 luglio 1261 era stato nominato sceriffo del Northamptonshire, carica che detenne fino al 1264, nonché Giudice di Eyre. Esercitò la giustizia liberamente anche in zone limitrofe. Combatté nella battaglia di Lewes e fu fatto prigioniero da John Giffard. Riuscì a fuggire, mascherato da frate.
Nell'estate del 1266 faceva parte della commissione radunata per stabilire la pace con il Dictum di Kenilworth, tenutosi al castello di Kenilworth. Nel giugno 1267, stabilita la pace tra Enrico III e Gilberto di Clare, VIII conte di Gloucester, fu nominato Guardiano di Londra e Conestabile della Torre di Londra, carica che detenne per tre anni.
Nel 1270 Zouch fu vittima di una aggressione da parte di Giovanni de Warenne, VI conte di Surrey e il suo seguito. Roger, suo figlio, rimase ferito nel tentativo di difenderlo; Alan fu mortalmente ferito. De Warenne fu perdonato dal re, che lo condannò tuttavia a pagare un'ingente multa per risarcire le ferite inflitte. Alan morì comunque un mese dopo, il 10 agosto.